# Silene goulimyi
Silene goulimyi är en nejlikväxtart som beskrevs av William Bertram Turrill. Silene goulimyi ingår i släktet glimmar, och familjen nejlikväxter. Inga underarter finns listade i Catalogue of Life.